# 오클랜드 볼파크
오클랜드 볼파크(Oakland Ballpark)는 미국 캘리포니아주 산호세에 위치한 미래 개장 예정인 야구장이다. 메이저 리그 오클랜드 애슬레틱스의 홈구장으로 사용할 예정이었으나 무산되었다.

## 같이 보기
- 레이스 볼파크